# Koroliov
Koroliov o Korolev (Королёв) és una ciutat industrial a l'Óblast de Moscou, Rússia, conegut per ser el bressol de l'exploració espacial soviètica i russa. Fou fundada originalment amb el nom de Kaliningrad (Калинингра́д) el 1938 per Vassili Bóldirev, Naum Nossovski, i Mikhaïl Lóguinov com el centre soviètic principal per a la producció d'armes anti-tanc i armes antiaèries.
Tanmateix, després de la Segona Guerra Mundial la planta d'artilleria fou reconstruïda el 1946 per a la producció de coets, vehicles de llançament, i naus espacials sota la supervisió del científic i acadèmic rus Serguei Koroliov. Imaginava, consolidava i guiava les activitats de molta gent al Programa espacial soviètic. Aquella planta més tard seria coneguda com a RKK Enérguia, i el juliol de 1996 la ciutat fou oficialment rebatejada en record de Serguei Koroliov.
El Centre de Control de la Missió ("Центр Управле́ния Полётами", Tsentr Upravlénia Poliótami; "ЦУП", TsUP) es troba també a Koroliov.
Mentre la nau espacial Vostok s'estava desenvolupant aquest centre de recerca es designava com a NII-88 o POB 989.

## Història

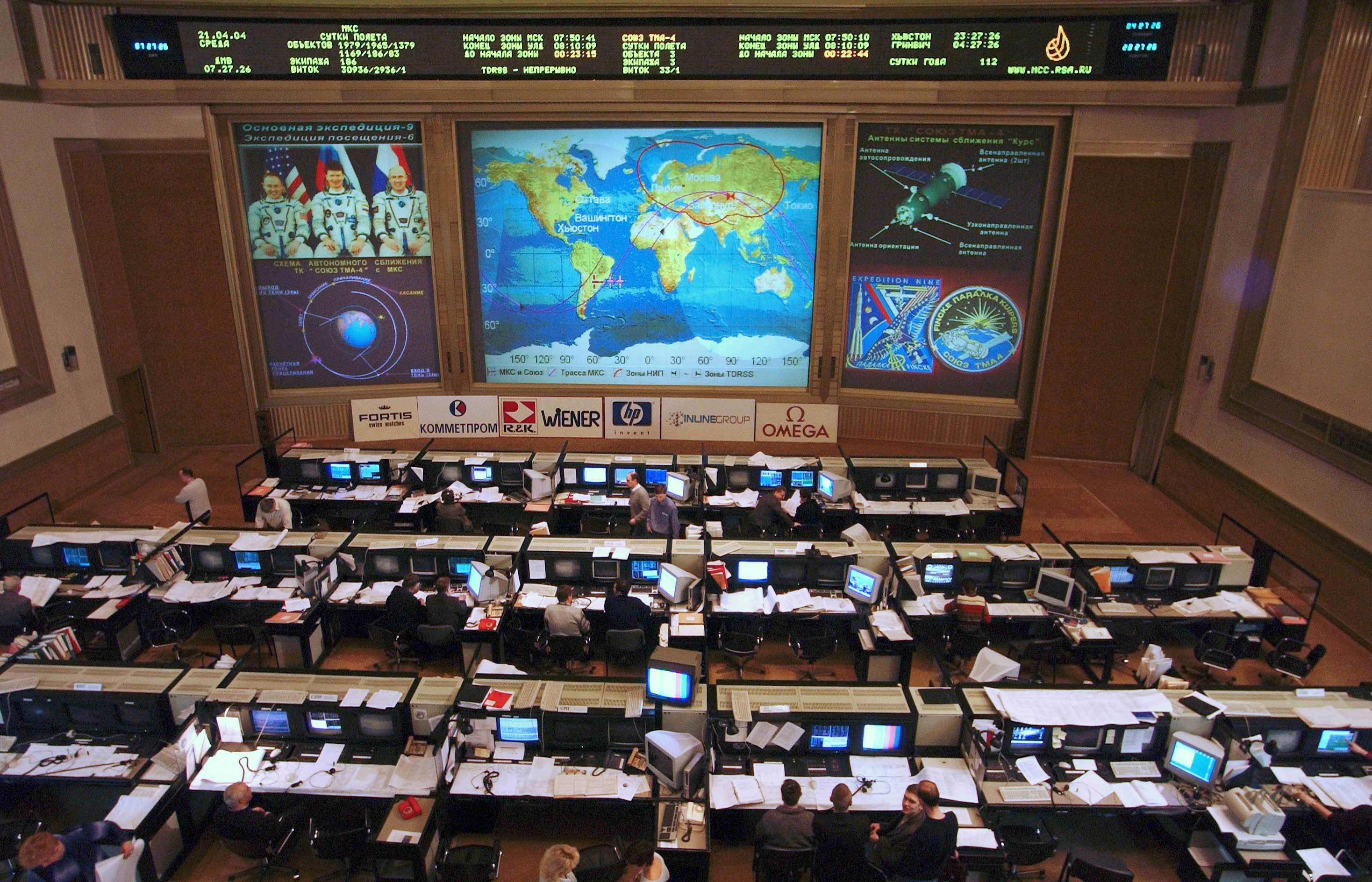
Centre de Control de la Missió (abril de 2004)

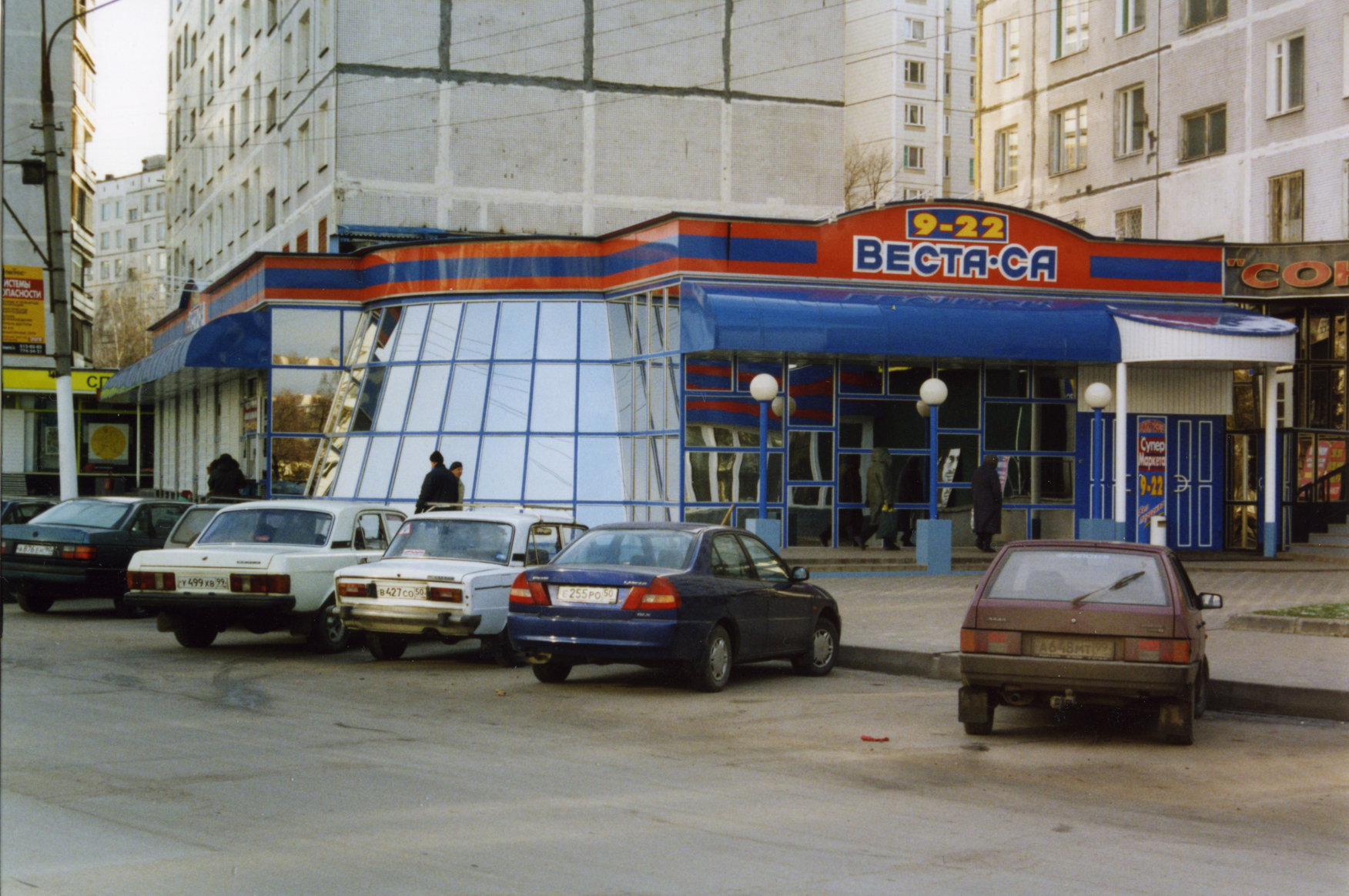
Avinguda Koroliova, un dels carrers centrals de la ciutat (data desconeguda)

Al segle xii hi havia un assentament eslau al lloc de Koroliov modern. L'assentament romania en un encreuament de rutes comercials entre Moscou i Suzdal. Després de la invasió mongola al segle xiii, la regió entrà en decadència. Al segle xviii s'hi establí una de les primeres indústries tèxtils de Rússia.
El 1924, el primer camp de treball de l'OGPU a la Unió Soviètica s'establí aquí. El 1938, la ciutat de Kaliningrad es fundà a lloc de l'assentament Kalíninski prop d'una planta d'artilleria, que s'havia evacuat prèviament de Leningrad.
L'àrea era un lloc de datxes d'elit al final del segle xix i començaments del segle xx. Molta gent famosa, com ara Konstantín Stanislavski, Anton Txékhov, Valeri Briússov, Borís Pasternak, Anna Akhmàtova, Isaac Levitan, Pàvel Tretiakov, Marina Tsvetàieva, i Vladimir Lenin, vivien aquí.

## Demografia
El 2002, Koroliov es convertí la setena ciutat més poblada de l'Òblast de Mosou (segons el cens rus del 2002), amb una població total de 142.568. El 2007 passà a ser la quarta ciutat més poblada de l'óblast, amb una població de 173.600 principalment a causa d'una afluència d'habitants nous que el consideren un dels llocs més atractius per viure prop de Moscou.

## Economia
L'empresa principal de la ciutat és RKK Enérguia, però hi ha diverses classes d'indústria a la ciutat. Aquesta naukograd (ciutat de ciència) és el lloc en el qual fou construït el primer Complex Residencial de Joventut a l'URSS.

## Esports
El club de bandy Vímpel juga a la segona divisió de la Lliga Russa de Bandy.